# Temporada 1996-97 de los Boston Celtics
La temporada 1996-97 fue la quincuagésimo primera de los Boston Celtics en la NBA. La temporada regular acabó con 15 victorias y 67 derrotas, acabando decimoquintos de la Conferencia Este, no logrando clasificarse para los playoffs.

## Elecciones en el Draft
| Ronda | Puesto | Jugador        | Posición        | Nacionalidad   | Universidad/Club |
| ----- | ------ | -------------- | --------------- | -------------- | ---------------- |
| 1     | 6      | Antoine Walker | Alero/Ala-Pívot | Estados Unidos | Kentucky         |
| 2     | 38     | Steve Hamer    | Pívot           | Estados Unidos | Tennessee        |

## Temporada regular
| División Atlántico   | División Atlántico | División Atlántico | División Atlántico | División Atlántico | División Atlántico | División Atlántico | División Atlántico | División Atlántico |
| Equipo               | G                  | P                  | %                  | PD                 | Casa               | Fuera              | Div                |                    |
| -------------------- | ------------------ | ------------------ | ------------------ | ------------------ | ------------------ | ------------------ | ------------------ | ------------------ |
| y-Miami Heat         | 61                 | 21                 | .744               | –                  | 29–12              | 32–9               | 16–8               |                    |
| x-New York Knicks    | 57                 | 25                 | .695               | 4                  | 31–10              | 26–15              | 19–6               |                    |
| x-Orlando Magic      | 45                 | 37                 | .549               | 16                 | 26–15              | 19–22              | 13–11              |                    |
| x-Washington Bullets | 44                 | 38                 | .537               | 17                 | 25–16              | 19–22              | 14–10              |                    |
| New Jersey Nets      | 26                 | 56                 | .317               | 35                 | 16–25              | 10–31              | 11–13              |                    |
| Philadelphia 76ers   | 22                 | 60                 | .268               | 39                 | 11–30              | 11–30              | 11–14              |                    |
| Boston Celtics       | 15                 | 67                 | .183               | 46                 | 11–30              | 4–37               | 1–23               |                    |

## Estadísticas

### Temporada regular
| Rk | Jugador          | Edad | P  | PT | MP   | TC  | TCI  | %TC  | T3  | T3I | %T3  | TL  | TLI | %TL  | RO  | RD  | RT  | AS  | RB  | TAP | BP  | FP  | PTS  |
| -- | ---------------- | ---- | -- | -- | ---- | --- | ---- | ---- | --- | --- | ---- | --- | --- | ---- | --- | --- | --- | --- | --- | --- | --- | --- | ---- |
| 1  | David Wesley     | 26   | 74 | 73 | 40.4 | 6.2 | 13.2 | .468 | 1.4 | 3.9 | .360 | 3.0 | 3.9 | .781 | 0.9 | 2.7 | 3.6 | 7.3 | 2.2 | 0.2 | 2.9 | 3.0 | 16.8 |
| 2  | Antoine Walker   | 20   | 82 | 68 | 36.2 | 7.0 | 16.5 | .425 | 0.6 | 1.9 | .327 | 2.8 | 4.5 | .631 | 3.5 | 5.5 | 9.0 | 3.2 | 1.3 | 0.6 | 2.8 | 3.3 | 17.5 |
| 3  | Dino Radja       | 29   | 25 | 25 | 35.0 | 6.0 | 13.6 | .440 | 0.0 | 0.0 | .000 | 2.0 | 2.8 | .718 | 1.8 | 6.7 | 8.4 | 1.9 | 0.9 | 1.9 | 2.8 | 3.0 | 14.0 |
| 4  | Rick Fox         | 27   | 76 | 75 | 34.9 | 5.7 | 12.5 | .456 | 1.3 | 3.7 | .363 | 2.7 | 3.5 | .787 | 1.5 | 3.7 | 5.2 | 3.8 | 2.2 | 0.5 | 2.3 | 3.7 | 15.4 |
| 5  | Eric Williams    | 24   | 72 | 67 | 33.8 | 5.2 | 11.4 | .456 | 0.0 | 0.1 | .250 | 4.6 | 6.1 | .752 | 1.8 | 2.8 | 4.6 | 1.8 | 1.0 | 0.2 | 1.9 | 3.0 | 15.0 |
| 6  | Dana Barros      | 29   | 24 | 8  | 29.5 | 4.6 | 10.5 | .435 | 1.8 | 4.4 | .410 | 1.5 | 1.8 | .860 | 0.2 | 1.8 | 2.0 | 3.4 | 1.1 | 0.3 | 1.6 | 1.4 | 12.5 |
| 7  | Todd Day         | 27   | 81 | 27 | 28.1 | 4.9 | 12.3 | .398 | 1.6 | 4.3 | .362 | 3.2 | 4.1 | .773 | 1.3 | 2.7 | 4.1 | 1.4 | 1.3 | 0.6 | 1.6 | 2.6 | 14.5 |
| 8  | Dee Brown        | 28   | 21 | 2  | 24.9 | 2.9 | 7.9  | .367 | 1.0 | 3.1 | .308 | 0.9 | 1.0 | .818 | 0.4 | 1.9 | 2.3 | 3.2 | 1.5 | 0.3 | 1.1 | 2.1 | 7.6  |
| 9  | Greg Minor       | 25   | 23 | 15 | 23.8 | 4.1 | 8.5  | .480 | 0.0 | 0.3 | .125 | 1.3 | 1.6 | .861 | 1.3 | 2.2 | 3.5 | 1.5 | 0.7 | 0.1 | 1.0 | 2.0 | 9.6  |
| 10 | Marty Conlon     | 29   | 74 | 15 | 21.8 | 2.9 | 6.1  | .471 | 0.0 | 0.1 | .200 | 1.9 | 2.3 | .842 | 1.7 | 2.6 | 4.4 | 1.4 | 0.6 | 0.2 | 1.5 | 2.1 | 7.8  |
| 11 | Pervis Ellison   | 29   | 6  | 4  | 20.8 | 1.0 | 2.7  | .375 | 0.0 | 0.0 |      | 0.5 | 0.8 | .600 | 1.5 | 2.8 | 4.3 | 0.7 | 0.8 | 1.5 | 1.2 | 3.5 | 2.5  |
| 12 | Frank Brickowski | 37   | 17 | 2  | 15.0 | 1.9 | 4.3  | .438 | 0.4 | 1.2 | .350 | 0.6 | 0.8 | .714 | 0.4 | 1.6 | 2.0 | 0.9 | 0.3 | 0.2 | 1.1 | 2.5 | 4.8  |
| 13 | Michael Hawkins  | 24   | 29 | 0  | 11.2 | 1.0 | 2.3  | .426 | 0.3 | 1.1 | .323 | 0.4 | 0.5 | .800 | 0.3 | 0.8 | 1.1 | 2.2 | 0.6 | 0.0 | 1.0 | 1.4 | 2.8  |
| 14 | Alton Lister     | 38   | 53 | 2  | 9.7  | 0.6 | 1.5  | .416 | 0.0 | 0.0 |      | 0.4 | 0.6 | .742 | 1.2 | 1.9 | 3.2 | 0.2 | 0.2 | 0.3 | 0.6 | 1.8 | 1.6  |
| 15 | Brett Szabo      | 28   | 70 | 24 | 9.5  | 0.8 | 1.7  | .446 | 0.0 | 0.0 | .000 | 0.6 | 0.9 | .738 | 0.8 | 1.6 | 2.4 | 0.2 | 0.2 | 0.5 | 0.6 | 1.7 | 2.2  |
| 16 | Nate Driggers    | 23   | 15 | 0  | 8.8  | 0.9 | 2.9  | .302 | 0.0 | 0.6 | .000 | 0.7 | 0.9 | .714 | 0.8 | 0.7 | 1.5 | 0.4 | 0.2 | 0.1 | 0.4 | 0.7 | 2.4  |
| 17 | Steve Hamer      | 23   | 35 | 3  | 7.7  | 0.9 | 1.6  | .526 | 0.0 | 0.1 | .000 | 0.5 | 0.8 | .552 | 0.5 | 1.2 | 1.7 | 0.2 | 0.1 | 0.1 | 0.4 | 1.1 | 2.2  |
| 18 | Stacey King      | 30   | 5  | 0  | 6.6  | 1.0 | 1.4  | .714 | 0.0 | 0.0 |      | 0.4 | 0.6 | .667 | 0.2 | 1.6 | 1.8 | 0.2 | 0.0 | 0.2 | 0.2 | 0.6 | 2.4  |